# Апаресида (Параиба)
Апаресида (порт. Aparecida) — муниципалитет в Бразилии, входит в штат Параиба. Составная часть мезорегиона Сертан штата Параиба. Входит в экономико-статистический  микрорегион Соза. Население составляет 7254 человека на 2006 год. Занимает площадь 229,153 км². Плотность населения — 31,7 чел./км².

## Статистика
- Валовой внутренний продукт на 2003 год составляет 13 169 450,00 реалов (данные: Бразильский институт географии и статистики).
- Валовой внутренний продукт на душу населения на 2003 год составляет 1888,36 реалов (данные: Бразильский институт географии и статистики).
- Индекс развития человеческого потенциала на 2000 год составляет 0,628 (данные: Программа развития ООН).

## География
Климат местности: тропический.